# Бранч

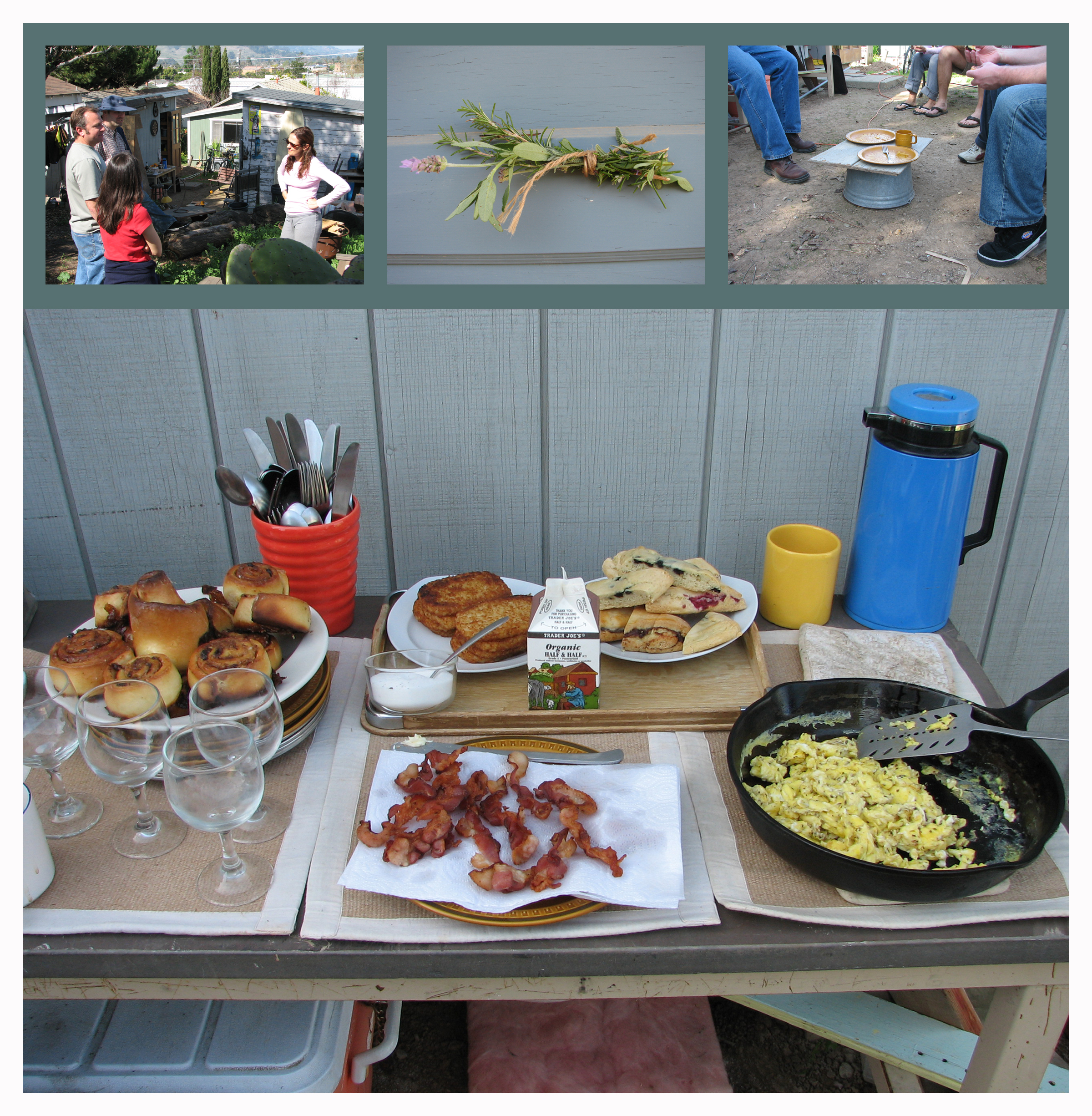
Домашний бранч

Бранч (англ. brunch, от англ. breakfast — «завтрак» и англ. lunch — «обед») — приём пищи поздним утром, между завтраком и обедом, в выходные дни, комбинирующий их и имеющий чётко очерченный набор блюд. Как правило, с бранчем ассоциируется приятное времяпрепровождение в компании друзей за столом в ресторане (чаще при отеле) или домашней обстановке. Бранч появился в Великобритании и вскоре получил распространение в США. В немецкоязычной среде аналогом бранча выступает второй, горячий завтрак «с вилкой» (нем. Gabelfrühstück) и фрюшоппен. Благодаря глобализации и колониализму бранч распространился по всему миру и, прежде всего, в Азии и на Ближнем Востоке. В исламской культуре бранч обычно подают в пятницу.
Бранч начинается в 10—11 часов утра и заканчивается в 13—15 часов дня. На бранч, в зависимости от времени его начала и продолжительности, сервируют разнообразные продукты питания и деликатесы (хлеб, яичные блюда, колбаса, сыр, конфитюр, мёд, творог, йогурт, фрукты, сухие завтраки, копчёную рыбу, холодное и горячее жарко́е, супы, салаты, овощи, пироги, десерты), а также напитки, алкогольные и безалкогольные (соки, минеральная вода, кофе, чай, молоко, какао, игристые вина, пиво и вино).
Согласно Оксфордскому словарю английского языка, история бранча началась в 1895 году с публикации в британском журнале для охотников Hunter’s Weekly статьи Brunch: a plea, в которой автор Гай Берингер изложил многочисленные преимущества придуманного им жизнерадостного, располагающего к общению субботнего бранча по сравнению со вселяющим одиночество ранним завтраком из яиц и бекона и скучным христианским обедом с ростбифом и пирогом. Спустя год о новой моде на бранч сообщала пресса в США. Центрами распространения бранча по стране стали Нью-Йорк и Новый Орлеан. Термин и традиция вошли в гастрономическую культуру США к 1930-м годам. В 1970-е годы предлагалось ввести ещё один термин для приёма пищи между обедом и ужином, образованный словослиянием, — «лаппер» (англ. lupper, от lunch и англ. supper), но он не имел успеха, поскольку как раз к этому времени ужин стал сдвигаться на более позднее время.